# Klenot TV (televizní stanice)
Klenot TV byla česká televizní stanice vysílající teleshopping.

## Vysílání
Klenot TV odstartovala své vysílání 10. prosince 2019 a ukončila jej 30. listopadu 2021. Stanice převzala původní program TV Galerie, vysílala tedy pouze pořad Klenot TV, a to jak živé vysílání, tak i reprízy. Ve vysílání se také vyskytoval prodej parfémů, doplňků stravy a dalších výrobků.